# 梨状筋症候群
梨状筋症候群（りじょうきんしょうこうぐん）は、梨状筋の中を走る坐骨神経が外傷やスポーツ活動などで圧迫されて引き起こされる疾患群のこと。これにより坐骨神経痛を引き起こす要因にもなる。

## 症状
臀部痛と坐骨神経痛が特徴である。座位で増悪し、歩行、起立で改善する傾向がある。梨状筋部でのTinel様徴候が認められる。

## 診断・検査
坐骨神経痛を示すが椎間板ヘルニアなど腰椎症を疑う所見が得られない時に疑われる。坐骨神経痛を示すが椎間板ヘルニアなど腰椎症を疑う所見が得られないときの鑑別疾患には脊髄終糸症候群などもあげられる。
- Kボンネットテスト
- ラセーグ徴候

## 治療
安静、NSAIDSなどの痛み止め、筋弛緩薬、梨状筋ストレッチの治療が一般的である。これらの効果が無効の場合は梨状筋ブロックという神経ブロックを行う。鍼灸治療では承扶穴に局所治療を行う。